# Groslay
Groslay je francouzská obec v departementu Val-d'Oise v regionu Île-de-France. V roce 2014 zde žilo 8 654 obyvatel.

## Poloha obce
Sousední obce jsou: Deuil-la-Barre, Montmagny, Montmorency, Saint-Brice-sous-Forêt a Sarcelles.

## Vývoj počtu obyvatel
Počet obyvatel